# 村山誠一
村山 誠一（むらやま せいいち、1957年9月17日 - ）は、日本の実業家。JX金属代表取締役会長、日本鉱業協会会長、日本銅センター会長。

## 来歴・人物
福岡県出身。1976年福岡県立修猷館高等学校卒業。1980年九州大学経済学部卒業、日本鉱業（現JX金属。途中金属部門を分離した期間があり、本体の流れは新設の現ENEOSホールディングスに合流しているが、登記法人としてはJX金属が日本鉱業の後継である）入社。
2002年日本鉱業金属事業総括部総括室長、パンパシフィック・カッパー出向。2007年パンパシフィック・カッパー執行役員。2008年タツタ電線監査役。2009年日本鉱業金属事業本部銅事業部企画部長、丸運監査役。2010年JX日鉱日石金属執行役員経営企画部長。2012年JX日鉱日石金属経営企画部長、東邦チタニウム社外取締役。
2013年からJX日鉱日石金属取締役常務執行役員（経営企画部・経理財務部・情報システム部・物流部・監査室管掌）を務め、競争力強化に向け事業の高付加価値化を目指すグループ長期ビジョンの策定にあたり、2015年からパンパシフィック・カッパー代表取締役、東邦チタニウム取締役を兼務。
2019年からはJX金属代表取締役社長として、高付加価値金属の開発・販売を進めた。2020年東北大学感謝状受賞。2021年日本鉱業協会会長。日本銅センター会長、資源エネルギー庁総合資源エネルギー調査会資源・燃料分科会委員等も歴任。2023年代表取締役会長。